# ぼくの憂鬱と不機嫌な彼女
「ぼくの憂鬱と不機嫌な彼女」（ぼくのゆううつとふきげんなかのじょ）はAAAの45枚目のシングル。2015年3月25日にavex traxから発売された。

## 概要
- 前作「 Lil' Infinity」から約1ヶ月ぶりの発売となる。
- 39thシングル「Love」以来の末吉からの歌い出し。
- CD盤、ミュージックカード盤の2形態で発売。
- CD盤には世界初となる「AR技術による3Dキャプチャードール」が封入される。
- mu-mo盤ではLIVE応募チケット付き。7ヶ月連続シングルリリース企画で全シングル買うと9/13・14に行われる『AAA10周年スペシャルLIVEイベント』へ参加出来るLIVE応募チケット付き。
- 2015年9月のデビュー10周年に向かって、10周年イヤーを飾る7ヶ月連続シングルリリース企画の第3弾でバラードナンバー。
- 7ヶ月連続シングルリリース企画の対象となっている、第1弾の43rdシングル「I'll be there」から第7弾の49thシングル「LOVER」のジャケットを全て並べるとATTACK ALL AROUND（アタック・オール・アラウンド）の文字が出てくる仕掛けとなっている。CDの帯も同様な仕掛けがある。

## 収録曲

### CD
1. ぼくの憂鬱と不機嫌な彼女 [5:25]
(作詞：Kenn Kato / Rap詞：Mitsuhiro Hidaka / 作曲：丸山真由子）
イトーヨーカドー『kent』CMソング
2. ぼくの憂鬱と不機嫌な彼女（Instrumental）[5:21]

### ミュージックカード
1. ぼくの憂鬱と不機嫌な彼女